# Pincho

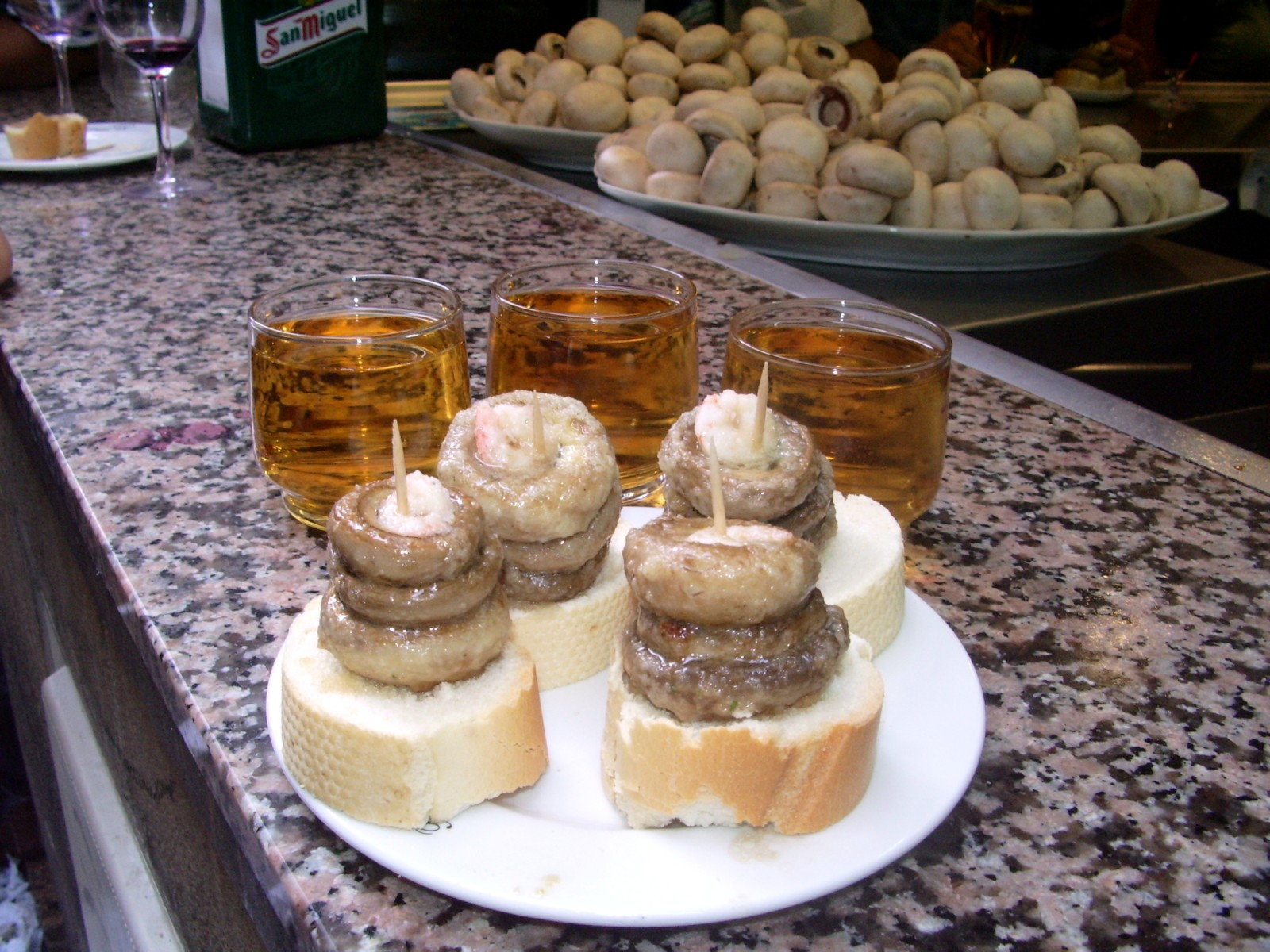
Pinchos con funghi

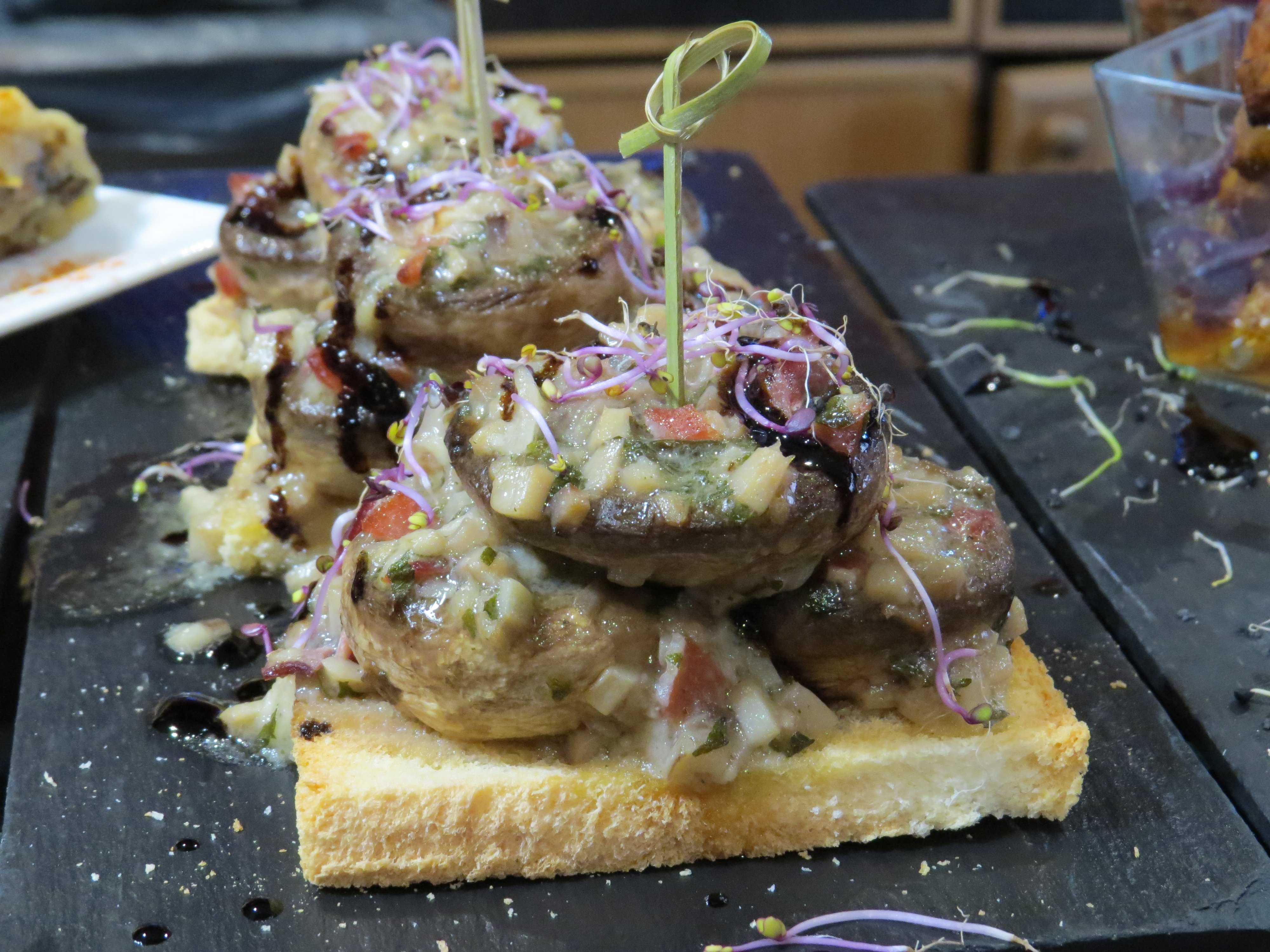

Pincho (in castigliano) o pintxo (in basco) è un termine usato nel centro-nord della Spagna, per la precisione nei Paesi Baschi, in Navarra e in Castiglia e León, per identificare uno stuzzichino che accompagna l'aperitivo. I pinchos sono accomunabili alle tapas spagnole e del tutto simili ai cicheti veneziani.

## Descrizione
Sono costituiti da una fetta di pane con sopra uno o più ingredienti (i più diffusi sono prosciutto, formaggio, pesce, olive, tortilla de patatas, peperoni, ecc.).
Il nome deriva dal fatto che per tradizione il pincho era tenuto insieme da uno stuzzicadenti (in spagnolo detto appunto pincho), anche se oggi questa caratteristica non è sempre rispettata.
I pinchos sono un piatto tipico della gastronomia basca e si gustano come aperitivo accompagnati con un bicchiere di vino rosso (chiamato txikito in lingua basca), o di birra (zurito in basco).
I pinchos, all'ora dell'aperitivo, sono esposti lungo tutto il banco del bar, in modo che ogni cliente possa prendere ciò che vuole, in modo analogo a come avviene nei bacari di Venezia e alle altre tapas spagnole.